# Silver Link
Silver Link (株式会社シルバーリンク?, Kabushiki-gaisha Shirubā Rinku, stilizzato ufficialmente come SILVER LINK.) è uno studio di animazione giapponese fondato nel dicembre 2007 a Tokyo dai precedenti membri dello studio Front Line (che a sua volta era stato fondato da ex-membri dello studio J.C.Staff). La maggior parte delle sue produzioni sono state dirette da Shin Ōnuma, il quale era stato precedentemente assistente alla regia dello studio Shaft al fianco di Akiyuki Shinbō.

## Produzioni

### Serie TV
- Tayutama: Kiss on my Deity (2009)
- Baka to test to shōkanjū (2010)
- Baka to test to shōkanjū: ni! (2011)
- C3 (2011)
- Dusk Maiden of Amnesia (2012)
- Chitose Get You!! (2012)
- Kokoro Connect (2012)
- Oniichan dakedo ai sae areba kankeinai yo ne! (2012)
- Watashi ga motenai no wa dō kangaetemo omaera ga warui! (2013)
- Fate/kaleid liner Prisma Illya (2013)
- Strike the Blood (2013–2014)
- Non Non Biyori (2013)[1]
- Nōrin (2014)
- Fate/kaleid liner Prisma Illya 2wei! (2014)
- Rokujyōma no shinryakusha!? (2014)
- Girl Friend Beta (2014)
- Yuri kuma arashi (2015)
- Chaos Dragon (2015)
- Non Non Biyori Repeat (2015)
- Fate/kaleid liner Prisma Illya 2wei Herz! (2015)
- Rakudai kishi no cavalry (2015)
- Syomin Sample (2015)
- Tai-madō gakuen 35 shiken shōtai (2015)
- Unhappy (2016)
- Tanaka-kun wa itsumo kedaruge (2016)
- Fate/Kaleid liner Prisma Illya 3rei!! (2016)
- Ange Vierge (2016)
- Stella no mahō (2016)
- Brave Witches (2016)
- Chaos;Child (2017)
- Masamune-kun's Revenge (2017)
- Busō shōjo machiavellism (2017)
- Battle Girl High School (2017)
- Isekai shokudō (2017)
- Imōto sae ireba ii. (2017)
- Two Car (2017)
- Mitsuboshi colors (2018)
- Death march kara hajimaru isekai kyōsōkyoku (2018)
- Kenja no mago (2019)
- Midara na Ao-chan wa benkyō ga dekinai (2019)
- BOFURI (2020)
- My Next Life as a Villainess: All Routes Lead to Doom! (2020)
- The Misfit of Demon King Academy (2020)
- The World's Finest Assassin Gets Reincarnated in Another World as an Aristocrat (2021)
- When Will Ayumu Make His Move? (2022)
- Masamune-kun's Revenge R (2023)
- Ragna Crimson (2023)
- Hokkaido Gals Are Super Adorable! (2024)
- Mission: Yozakura Family (2024)
- Un mazzo di fiori per una come me (2025)[2]

### OAV
- Baka to test to shōkanjū: matsuri (2011)
- Otome wa boku ni koishiteru: futari no elder (2012)
- Strike Witches: Operation Victory Arrow (2014-2015)
- Imawa no kuni no Alice (2014-2015)
- Strike the Blood (2015)[3]

### ONA
- Kyō no Asuka Show (2012-2013)
- Bonjour Koiaji Pâtisserie (2014-2015)